# 터프리아 (Toughria)
《터프리아 (Toughria)》는 헌터리아의 세 번째 디지털 싱글 앨범이다. 이 앨범에 수록된 곡인 《터프리아 (Toughria)》는 헌터리아의 타이틀 곡이며, 특히 이 곡은 대한민국 제 18대 박근혜 대통령 공식 선거 로고송으로 쓰였다.

## 수록곡

### 터프리아 (Toughria)
| #            | 제목                            | 작사           | 작곡         | 재생 시간 |
| ------------ | ------------------------------- | -------------- | ------------ | --------- |
| 1.           | 〈터프리아 (Toughria)〉         | 이광욱, 이기성 | 문태현       | 3:08      |
| 2.           | 〈터프리아 (Toughria) (Inst.)〉 |                | 문태현       | 3:08      |
| 총 재생 시간 | 총 재생 시간                    | 총 재생 시간   | 총 재생 시간 | 6:16      |